# Alexandre Torres
Alexandre Torres, född 22 augusti 1966, är en brasiliansk tidigare fotbollsspelare.
Alexandre Torres spelade 1 landskamper för det brasilianska landslaget.